# David Janowsky
David Markelowitsch Janowski (o también Dawid Janowski) (Raión de Vaŭkavysk (Polonia, 25 de mayo (o 7 de junio) de 1868) - Hyères (Francia), 15 de enero de 1927) fue un jugador de ajedrez francés de origen polaco. Es considerado como uno de los mejores atacantes del siglo XX.

## Biografía
En 1894 participó por primera vez en un torneo internacional, en Leipzig, consiguiendo el noveno lugar.
Con 29 años representó a Francia en la escena ajedrecística mundial. Entre sus grandes éxitos de este período figuran los primeros puestos de Montecarlo 1901, Hannover 1902 (por delante de Harry Nelson Pillsbury), Viena 1902 y Barmen 1905. En estos dos últimos torneos compartió el primer lugar, ubicándose entre los primeros doce jugadores del planeta.
Aficionado a los juegos de azar, perdió lo ganado en el torneo de Montecarlo en una vuelta de ruleta.
En 1905 consiguió un segundo lugar compartido, detrás de Géza Maróczy y obtuvo el premio a la brillantez por su match contra Siegbert Tarrasch. 
En 1909, en París, jugó dos encuentros contra Emanuel Lasker, campeón del mundo en ese entonces; luego de que Janowski consiguiera un 2-2, el pintor Leo Nardus financió un segundo partido, que el polaco perdió por (+1 -7 =2). Sin embargo, no llegó a convencerse de la superioridad de Lasker y demandó otro partido revancha. Finalmente, tras reunir los 5000 francos de rigor, el match se jugó en 1910 en Berlín, por el campeonato del mundo; fue una derrota desastrosa para Janowski, que perdió 0-8 con tres tablas y juró no volver a disputar el título nunca más.
En 1914, luego del comienzo de la Primera Guerra Mundial fue perseguido y encarcelado. Tras escapar a Suiza se dirigió a Estados Unidos, donde se estableció hasta 1925. De ahí en más su capacidad comenzó a declinar debido en parte a problemas de salud (sufría de tuberculosis). Su último torneo fue el de Nueva York 1924. Finalmente se mudó a Francia, donde moriría dos años después. Un grupo de camaradas se hizo cargo de su entierro.

## Personalidad y contribuciones
Janowski jugaba muy rápidamente y era un táctico muy agudo, siendo especialmente devastador con su par de alfiles. En sus últimos años, que pasó en Manhattan, frecuentó a otros grandes ajedrecistas, como José Raúl Capablanca, quien se refirió a algunas de las partidas de Janowski con gran admiración:

Cuando está en forma es uno de los oponentes más temibles que puedan existir.

Capablanca sin embargo reprochaba constantemente al polaco su debilidad en los finales, invitándole a formarse teóricamente en los detalles pertinentes, a lo que Janowski respondíó una vez diciendo: 

Detesto esa fase, y además un juego bien jugado no debe llegar al final, sino que debe terminarse en el medio.

Sobre esta característica tozudez, Frank Marshall llegó a decir: 

Podía ser tremendamente terco. ¡Janowski podía seguir el camino equivocado con más determinación que cualquier otra persona que haya conocido!.

Estuvo siempre interesado en la belleza ajedrecística, que privilegiaba por encima del resultado. Por consiguiente, era común que rehusara hacer tablas —situación que detestaba particularmente— y que perdiera partidas 
por evitar sacrificar el alfil, al que consideraba una pieza fundamental.
De carácter hosco y malhumorado, con frecuencia exhibía un comportamiento desagradable al ser derrotado.
Janowski tuvo resultados excelentes contra maestros precedentes como Wilhelm Steinitz (+5 -2), Mijaíl Chigorin (+17 -4 =4) y Joseph Henry Blackburne (+6 -2 =2). Sin embargo sus puntuaciones frente a maestros más jóvenes son negativas: Siegbert Tarrasch (+5 -9 =3), Frank Marshall (+28 -34 =18), Akiba Rubinstein (+3 -5), Géza Maróczy (+5 -10 =5) y Carl Schlechter (+13 -20 =13). Su registro contra Emmanuel Lasker fue (+4 -25 =7) y contra José Capablanca (+1 -9 =1). Contra Alexander Alekhine el contraste es mucho menor: (+2 -3 =2).
Nunca escribió libro alguno sobre la materia, aunque tuvo una destacada colaboración en revistas especializadas y secciones de diarios como Le Monde Ilustré. Su mejor marca ELO fue de 2757 puntos. La defensa india de Janowsky es llamada así en su honor.